# Osiedle Towarzystwa Spółdzielczego „Lokator” w Łodzi

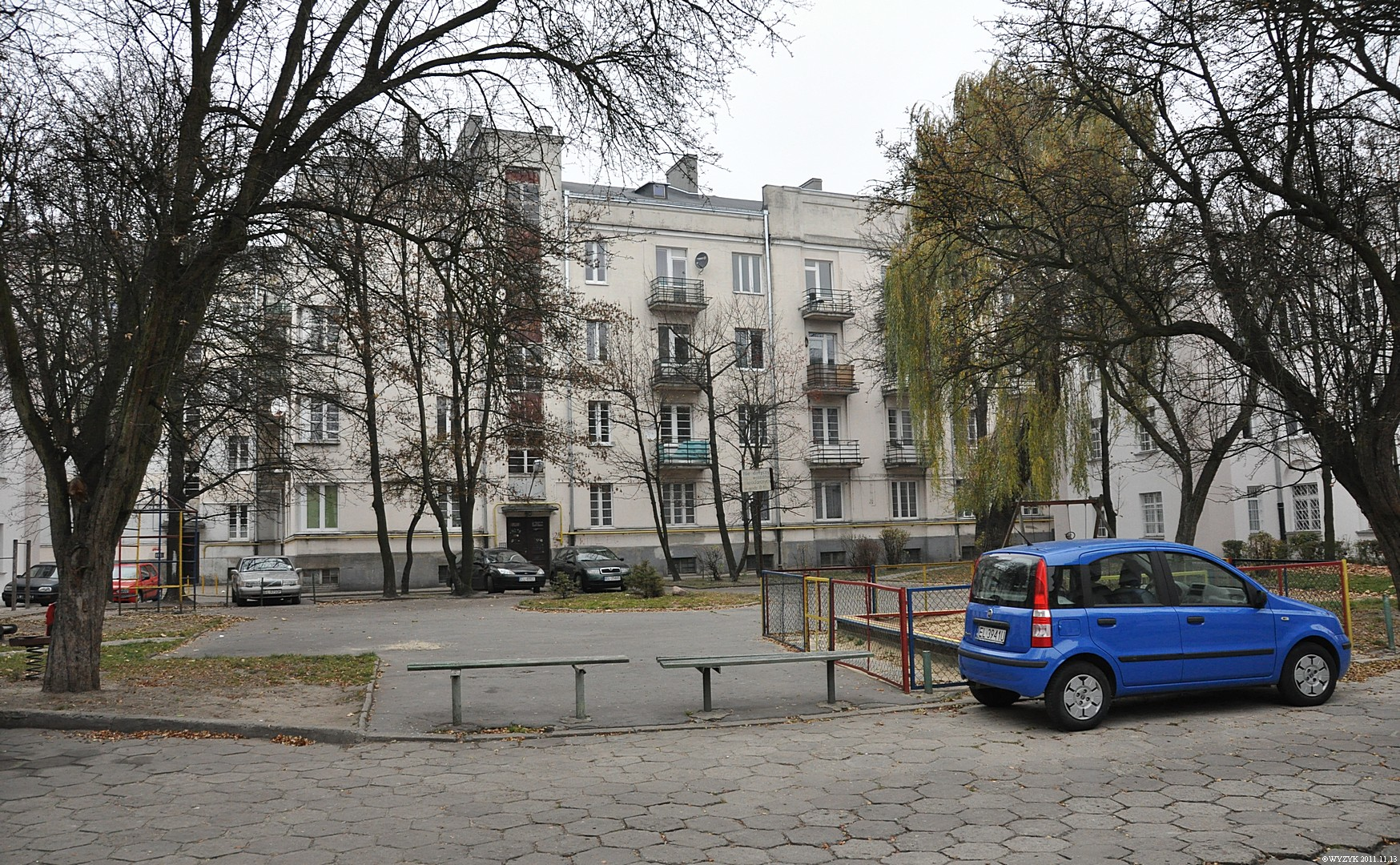
Modernistyczny budynek przy ul. Łącznej (2011)

Osiedle Towarzystwa Spółdzielczego „Lokator” (dawn. Stare Osiedle) – pierwsze osiedle Towarzystwa „Lokator” w Łodzi położone przy ul. Lokatorskiej i Łącznej, powstałe w latach 1925–1932 w Łodzi. Osiedle wpisane jest do rejestru zabytków województwa łódzkiego pod numerem A/55 z 20.01.1971, z wyjątkiem bloku przy ul. Łącznej, znajdującego się wyłącznie w Gminnej Ewidencji Zabytków.

## Historia
W 1915 powstało Towarzystwo Spółdzielcze „Lokator” – jedna z najstarszych w Polsce i najstarsza w Łodzi spółdzielnia mieszkaniowa. Towarzystwo w 1925 podjęło się budowy osiedla przy ul. Koeniga (w uznaniu działalności spółdzielni przez Radę Miejską w 1930 przemianowana na ul. Lokatorską) – kamień węgielny położono wiosną 1925. Początkowo planowano realizację 13 domów po 18 mieszkań 1-pokojowych z kuchnią, planując zakończyć inwestycję w latach 20. XX w., ostatecznie powstały również mieszkania dwu- i trzypokojowe.
Osiedle powstawało w 3 etapach. Początkowo w latach 1925–1927 wybudowano 3 budynki wg projektu Adolfa Goldberga, usytuowane wzdłuż ul. Lokatorskiej. W drugim etapie powstały 2 obiekty w środku kwartału i przy ul. Sejmowej. Trzeci etap powstał pod nadzorem wieloletniego działacza spółdzielczego i późniejszego prezesa spółdzielni Franciszka Helińskiego w latach 1927–1936 – etap ten stanowi modernistyczny blok usytuowany wzdłuż ul. Łącznej. Ze względu na bogatą infrastrukturę osiedla czynsze w mieszkaniach były wysokie, dlatego pomimo pierwotnego założenia, że osiedle będą zamieszkiwać robotnicy, zamieszkiwali je głównie nauczyciele.
Według stanu na 2021 rok, blok przy ulicy Łącznej został wyremontowany pozostaje zamieszkany. Budynki przy ul. Lokatorskiej pozostają niezamieszkane. W części z nich ulokowane są siedziby Centrum Kultury Młodych i administracja spółdzielni „Lokator”.
Osiedle bywa nazywane Starym Osiedlem, ze względu na fakt, iż było pierwszym osiedlem zrealizowanym przez Towarzystwo Spółdzielcze „Lokator”. Do innych osiedli zrealizowanych przez spółdzielnię zalicza się m.in. osiedla: Doły-Wschód, im. Reymonta, Żeromskiego i Konopnickiej na Teofilowie, Gagarina-Bednarska na Chojnach, Zgierska-Stefana na Julianowie czy Radogoszcz-Wschód.

## Infrastruktura osiedla
Na osiedlu zrealizowano w chwili powstania przyłącze kanalizacyjne, wodociągowe, gazowe i elektryczne, a także studnię. Każdy z budynków miał mechaniczną pralnię, suszarnię i magiel. Ponadto zapewniono na osiedlu przedszkole, świetlicę, sklep spółdzielczy, klub towarzyski, łaźnię, solarium na dachu budynku przy ul. Łącznej. Osiedle obejmowało boisko do gry w siatkówkę i koszykówkę, kort tenisowy, ogródek jordanowski, tor saneczkowy i ślizgawkę dla dzieci. Ponadto planowano realizację basenów dla dzieci i dorosłych.

## Architektura
Osiedle powstawało w 3 etapach. Pierwsze dwa powstały wg projektu Adolfa Goldberga w latach 1925–1927. Trzy budynki wybudowano wówczas w stylu dworkowym. Mają spadziste dachy pokryte czerwoną karpiówką, mansardy, ozdobne gzymsy oraz arkadowe osiedla z kolumnami. Drugi etap wzdłuż ul. Sejmowej, obejmujący 2 budynki, stanowi uproszczenie stylu dworkowego.
Trzeci etap, powstały w 1932 lub 1936 wg projektu Wacława Kowalewskiego (wg informacji z Gminnej Ewidencji Zabytków wg projektu Adolfa Goldberga i Stefana Derkowskiego), stanowi modernistyczny blok, mający proste elewacje i spłaszczony dach, a także przeszklone klatki schodowe oraz duże okna ze szprosami i balkony z ażurowymi balustradami. Szczególnym elementem bloku są narożne okna. Środkowa część bloku jest wycofana względem pozostałej części fasady obiektu.

## Tablice pamiątkowe
W ścianę budynku przy ul. Lokatorskiej 11 w Łodzi została wmurowana tablica ufundowana przez Oddział Łódzki Związku Literatów Polskich, upamiętniająca Antoniego Kasprowicza – poetę i byłego mieszkańca budynku. Tablica zawiera treść:

W tym domu mieszkał i tworzył Antoni Kasprowicz – 1908–1981 – wybitny poeta i wierny swemu miastu piewca Łodzi robotniczej.

Na osiedlu znajduje się tablica upamiętniająca działaczy i członków spółdzielni poległych podczas II wojny światowej o treści: 

Pamięci działaczy i członków spółdzielni „Lokator” poległych w walce o wolność i demokrację w latach 1939–1945